# 山村許智人足
山村許智 人足（やまむら の こち の ひとたり、生没年不詳）は、奈良時代後期の官人。姓はなし。官位は外従五位下・肥後掾。

## 出自
『日本書紀』巻第十九、欽明天皇元年2月条に、「百済人己知部、投化（おのづからまう）けり。」倭国の添上郡の山村に置（はべらし）む。今の山村の己知部の先（おや）なり」とあり、これは現在の奈良市山町にあたる。『新撰姓氏録』「大和国諸蕃」には「己智同祖、古礼公之後也」とあり、「己智」については前述の「大和国諸蕃」には、「出自秦太子胡亥也」とある。

## 経歴
称徳朝の神護景雲2年（768年）2月に、正六位上から外従五位下に昇叙し、同月さらに肥後介に任じられている。
また光仁朝の宝亀元年（770年）10月、肥後守大伴駿河麻呂・介の若桜部匕麻呂・員外介紀大純らとともに、掾の正六位上の山村許智人足を外従五位下に任じたとあり、これは先の記述と矛盾しており、神護景雲2年の記述に誤りがあるか、あるいは何らかの罪を得て、官位を降格されていた可能性もある。
同箇所には「並に是れ瑞（しるし）を貢（たてまつ）りし国郡司なり。去（い）ぬる五月（さつき）に勅（みことのり）有りて、位一階を進む。是に至りて授く」とも記されており、前代の称徳天皇の時代に白亀を貢上し、そのことが「宝亀」改元のきっかけとなったことが『続紀』にみえる。また、この時、肥後国のみならず伊予国の国司・郡司も叙位されており、この場合も称徳天皇の時代に白鹿を貢上していたことが『続紀』に見える。祥瑞による国郡司の叙位は改元前の神護景雲4年（770年）5月に決定されていたが、実施が五ヶ月遅れて行われており、この間に称徳天皇の崩御、道鏡の追放、光仁天皇の即位など、政情の大変化があった。光仁天皇の立場としては、称徳朝の貢瑞による恩赦決定などを認めることはできなかったことが想像され、また、これを光仁即位の祝賀に変更するべく、タイミングを見計らっていた可能性もある。『続紀』に名を記されたものは五位以上のものであり、このほかにも六位以下で叙せられた国司・郡司もあったものと推定される。
一族に、宝亀8年（777年）7月に「山村忌寸」を賜姓された山村許智大足らがいる。

## 官歴
『続日本紀』による。
- 時期不詳：正六位上
- 神護景雲2年（768年）2月8日：外従五位下。2月10日：肥後介
- 時期不詳：正六位上
- 神護景雲4年（770年）10月26日：肥後掾・外従五位下？